# Longford Hall, Derbyshire

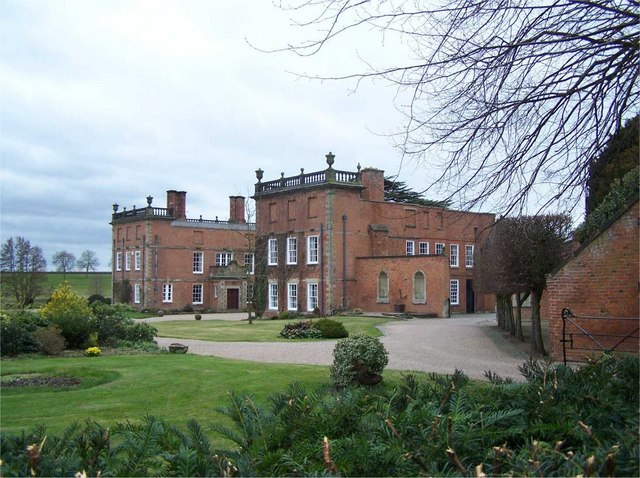
Longford Hall i Derbyshire.

Longford Hall är en 1500-talsherrgård i Longford i Derbyshire. 
Mangårdsbyggnaden byggdes för familjen de Longford. När denna dog ut omkring 1620 ärvdes godset av Sarah Reddish, som äktade Clement Coke, yngre son till sir Edward Coke, Lord Chief Justice av Holkham Hall, Norfolk. Deras son Edward blev upphöjd till baronet 1641 och var High Sheriff of Derbyshire 1646.
År 1750 ärvdes egendomen av släktingen Wenman Roberts. Roberts, som senare även övertog Holkham Hall, ändrade sitt namn till Coke. Hans son Thomas William Coke upphöjdes till earl av Leicester 1837. Longford Hall ärvdes av den yngre sonen Edward Coke.
Huset ändrades mycket omkring 1762 av arkitekten Joseph Pickford till H-form; två långa flyglar i tre våningar omger ett  centralt block. En eldsvåda härjade senare huset och förstörde det centrala partiet och mycket av de övre våningarna. Det återställdes 1960 men de övre våningarna är nu endast en fasad.